# 四維国小駅
四維国小駅（しいこくしょうえき）、副駅名二分埔は台湾台中市北屯区平昌里にある台中捷運緑線の駅。文心路と興安路の交差点西側に位置する。

## 沿革
計画時の駅名は周辺の古い地名だった二分埔で、駅番号はG5だった(p88)
- 2013年3月15日 - 当駅を含む工区起工[4](pp4-5)。
- 2018年6月30日 - 駅名決定[5]。
- 2020年
  - 11月16日 - プレ開業（12月15日まで4週間無料）[6]。
  - 11月22日 - 車両点検のため全線プレ開業中止[7]。
  - 12月19日 - 正式開業予定[6]。
- 2021年
  - 3月25日 - プレ営業再開（4月23日までの30日間はIC無料。4月24日は運休）[8]。
  - 4月25日 - 正式開業[9]。

## 駅構造
相対式ホーム2面2線の高架駅(p91)。駅舎は長さ107.2メートル、幅23.3メートル、ホーム地上高11.5メートル。高鉄台中方に渡り線を備えるため(p92)、当駅始発の列車が運行される。

### 駅階層
南行きホーム（北側）はコンコースとつながっておらず対面ホームから跨線橋で往来する必要がある
| 地上 四階                      | 連絡通路層                                                 | 跨線橋 |
| 地上 三階                      |                                                            |        |
| 相対式ホーム、右側のドアが開く |                                                            |        |
| 2番線                          | ←■緑線 市政府・高鉄台中站方面（文心崇徳駅）                |        |
| 1番線                          | →■緑線 松竹・北屯総駅方面（松竹駅）→                       |        |
| 相対式ホーム、右側のドアが開く |                                                            |        |
| コンコース層 （1番ホーム方）   | 出入口、コンコース、案内所、自動券売機、自動改札機、トイレ |        |

### 駅出口
- 出口1（南側）：四維国小

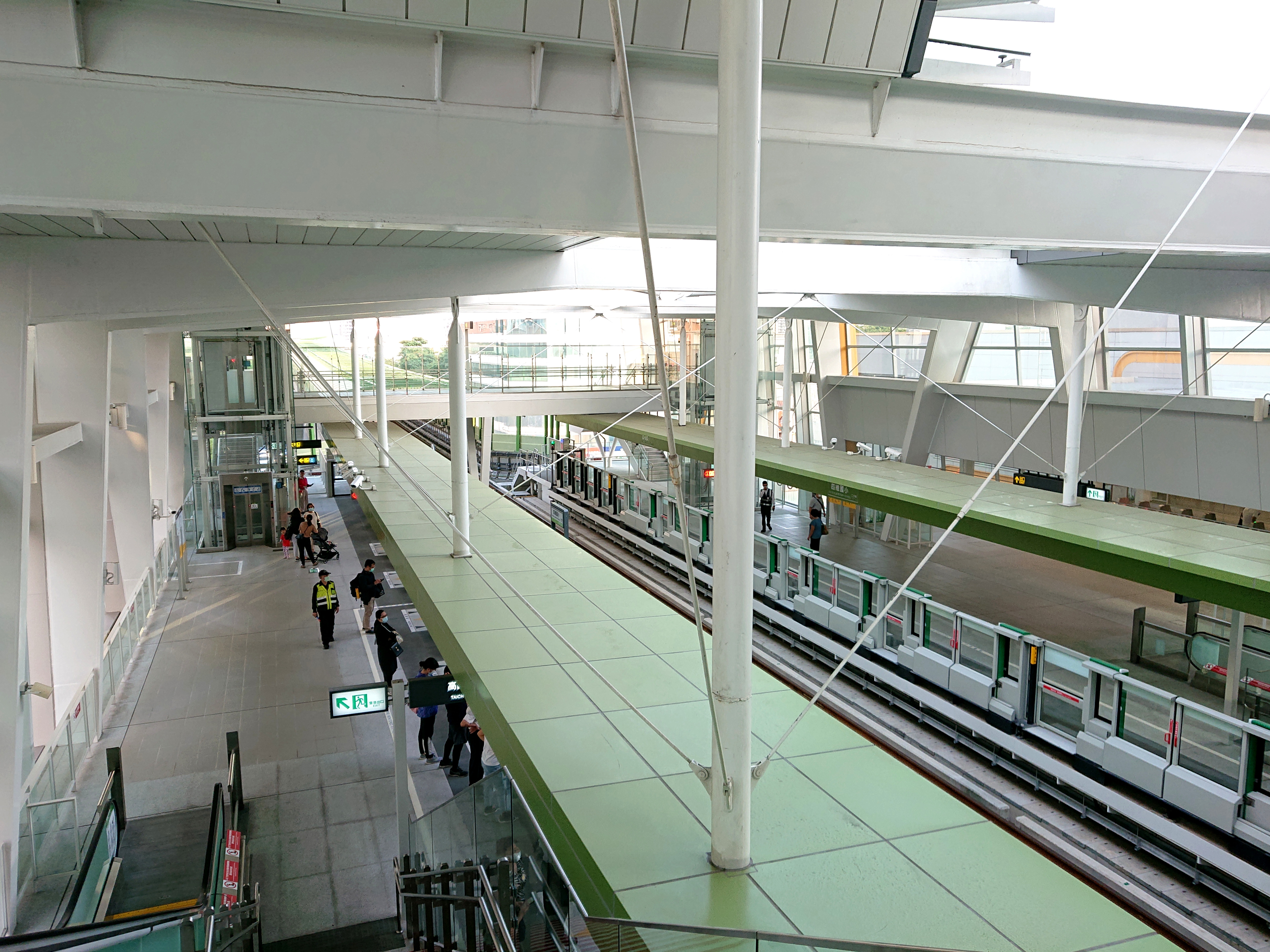
ホーム

## 駅周辺
- 台中市立四維国民小学（中国語版）
- 台中市立文昌国民小学（中国語版）
- 台中広天宮（中国語版）
- 積善楼（中国語版）
- 北屯公園（中国語版）
  - 台中市立図書館北屯児童分館（中国語版）
- 林懋陽故居（中国語版）（一徳洋楼）

## 隣の駅
台中捷運
緑線（烏日文心北屯線）
松竹駅 104 - 四維国小駅 105 - 文心崇徳駅 106

### 註釈
1. ↑  2020年11月16日にプレ開業、中断を経て3月25日から4月23日にプレ営業再開